# Palacio del Luxemburgo
El palacio del Luxemburgo es un palacio francés del siglo XVII y estilo barroco ubicado en el VI Distrito de París. El palacio, actual sede del Senado francés, fue construido por el arquitecto Salomon de Brosse para María de Médici entre 1615 y 1627. Sufrió numerosas ampliaciones y recortes a lo largo de su historia, y el diseño actual corresponde en su mayor parte a las obras realizadas por el arquitecto Jean-François-Thérèse Chalgrin durante el Primer Imperio francés. Fue recortado con posterioridad por las obras de urbanización periféricas del barón Haussmann. El palacio anexo,  Petit Luxembourg, se construyó en la misma época y es, desde 1825, la residencia de los presidentes del Senado francés.
El palacio está situado en el jardín del Luxemburgo, un parque privado de 22,45 ha que le pertenece y está abierto al público.

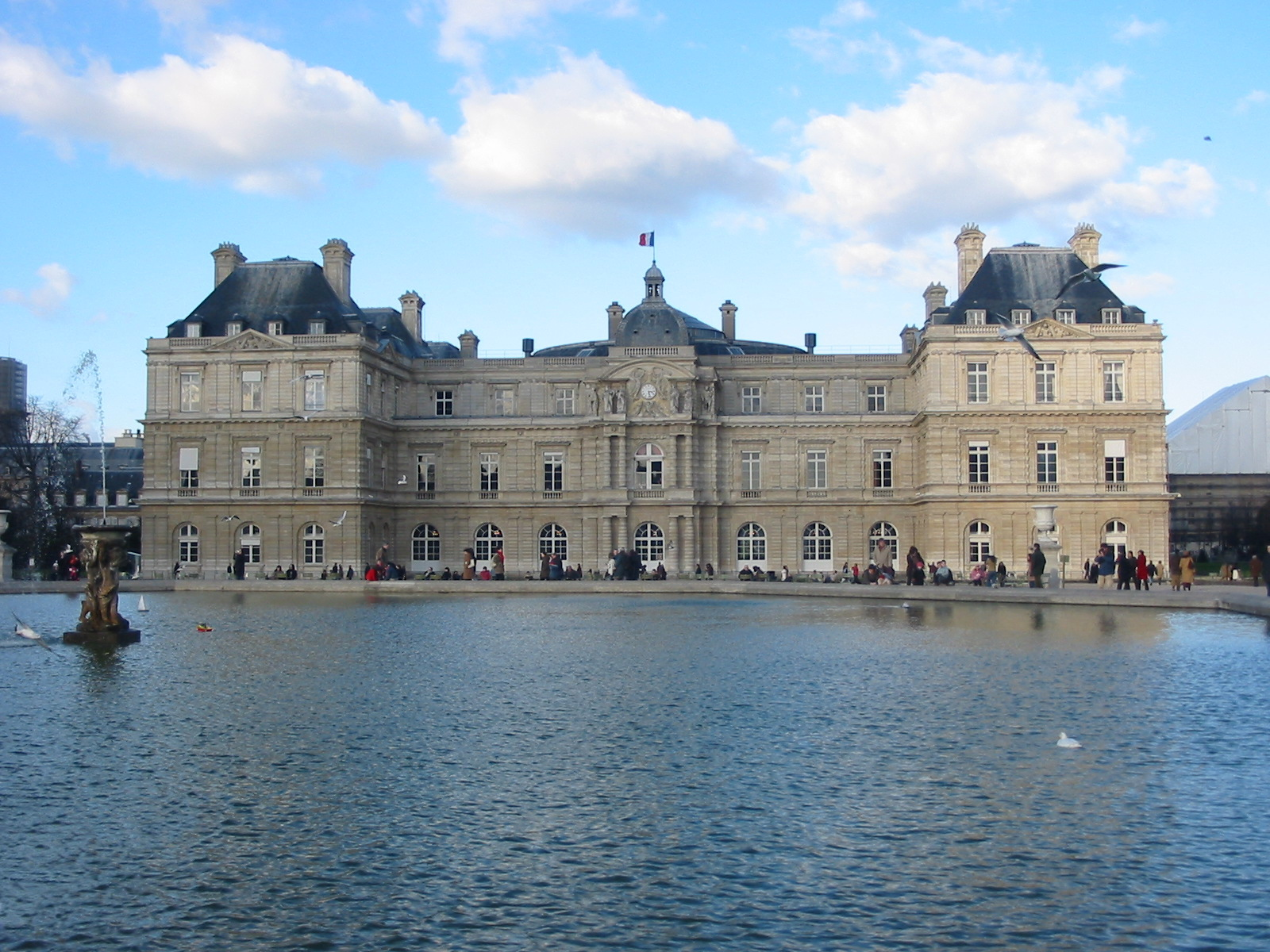
Palacio del Luxemburgo.

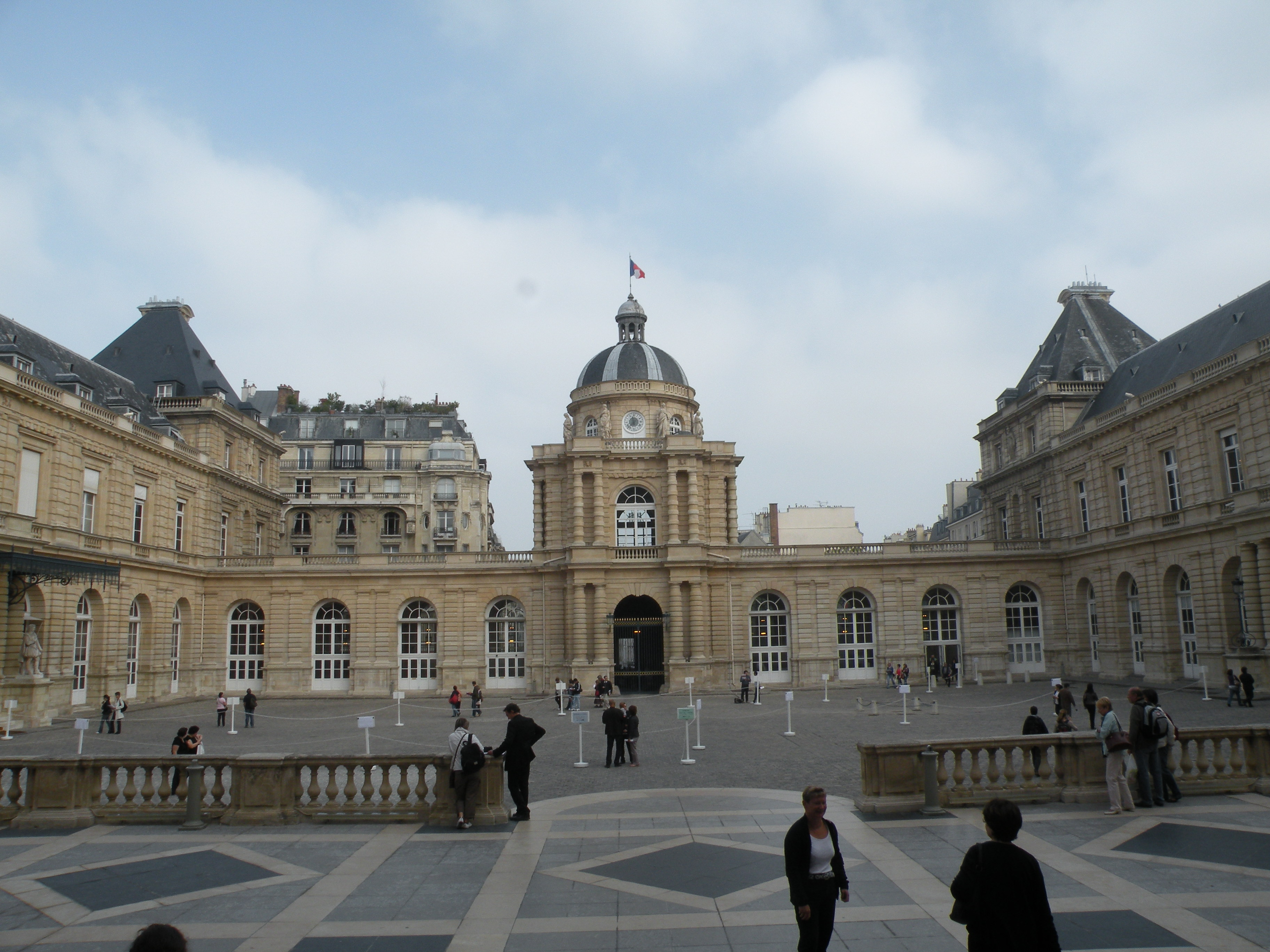
Patio de honor del palacio.

## Historia

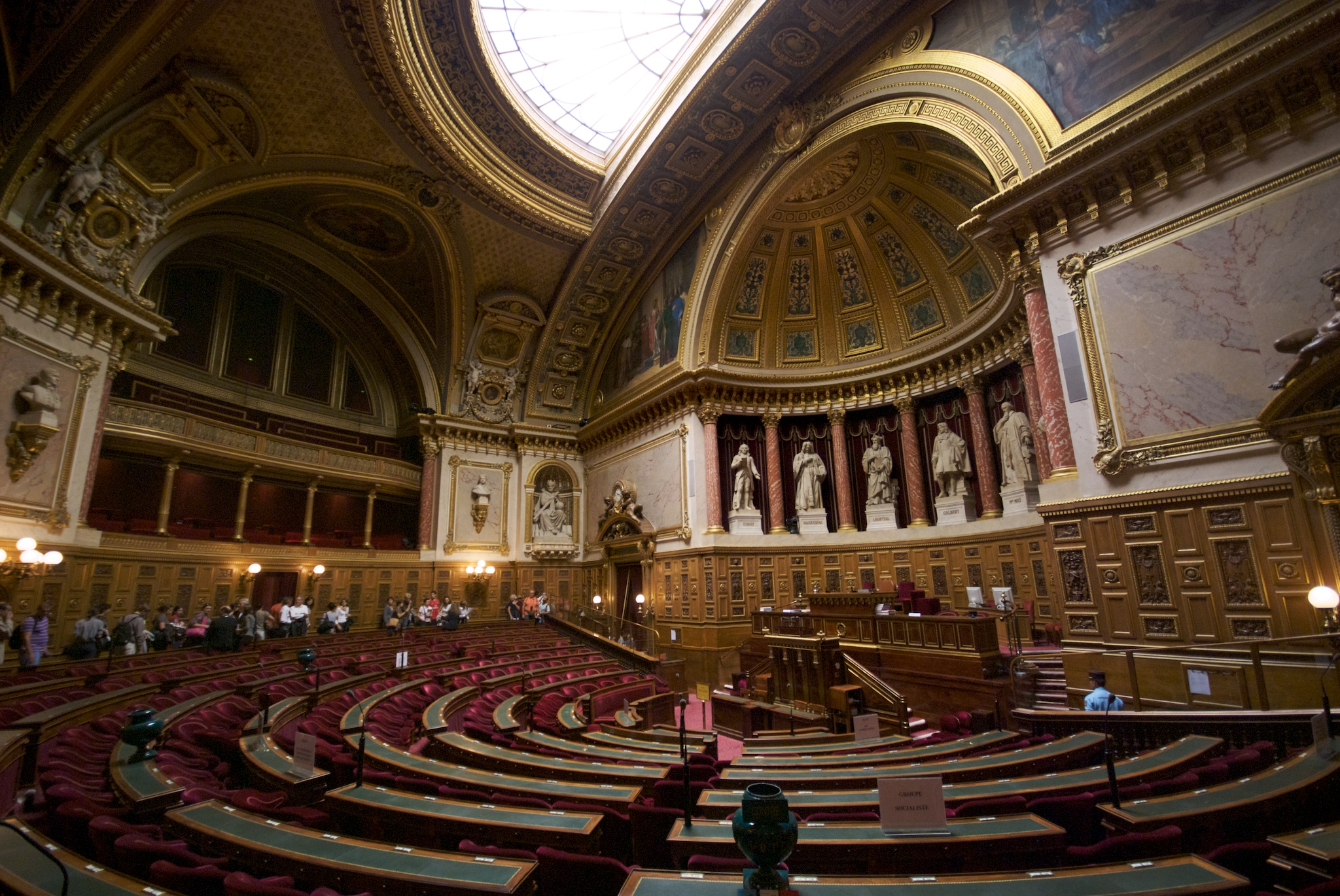
Cámara del senado de Francia.

Tras el asesinato del rey Enrique IV, su viuda, María de Médici, decidió alejarse de las intrigas de la corte que residía en los edificios donde se halla hoy el Museo del Louvre. Buscaba otro alojamiento más digno de su rango de Regente (el Louvre le parecía demasiado medieval) y que le recordara al palacio florentino de su niñez. Encuentra en este barrio campestre, frecuentado por italianos, lo que necesita: el hotel de su amigo, François de Luxemburgo, duque de Piney, con ocho hectáreas de parque.
Envía a un arquitecto a Florencia para hacer el plan exacto de su antiguo palacio, luego cambia de parecer y contrata a Salomon de Brosse que le propone un proyecto muy ambicioso. Las obras empiezan en abril de 1615. En 1624, la reina se instala aunque el palacio no está acabado. Desde 1622 había empezado a decorar la galería principal con obras del pintor Peter Paul Rubens, siguiendo así la tradición familiar de mecenazgo de las artes. Estos cuadros se encuentran hoy en la sala Rubens del Museo del Louvre. En 1627 cedió o vendió el Petit Luxembourg al cardenal de Richelieu. La reina no vivió muchos años en su palacio; en 1631 fue obligada a exiliarse por orden de su hijo, el rey Luis XIII, tras el Día de los Engañados. A su muerte en 1642, María de Médici dejó el palacio en herencia a su hijo favorito, Gastón de Orleans.
El palacio fue ampliado varias veces, pero sin modificar mucho su aspecto exterior: se construyó en los patios interiores, y luego se amplió hacia el jardín haciendo una copia casi exacta de su antigua fachada. Sin embargo, para dar cabida al Senado en 1969 fue preciso construir oficinas individuales para cada senador y varias salas de reunión y locales administrativos además de adaptar al gusto del siglo XX las comodidades básicas. El espacio necesario se encontró en el subsuelo, en el que se excavaron dos niveles subterráneos que se prolongan por debajo del parque. No fue suficiente, y se hizo edificar al otro lado de la calle una extensión, conectada por un paso subterráneo.
En 1715 el palacio pasó al regente Felipe II de Orleans que alojó allí a sus hijas, duquesa de Berry y Luisa Isabel de Orleans, reina viuda de España, que falleció en el palacio en 1742. El palacio y los jardines fueron el escenario de los amores escandalosos de la duquesa de Berry. Ilustre protagonista de las orgías de la Regencia, la joven viuda libertina ocultó allí varios embarazos. Saint-Simon describe el parto vergonzoso y muy laborioso de la duquesa de Berry a finales de marzo de 1719 en el Luxemburgo. Cuando la «Mesalina de Berry» falleció, tres meses más tarde, con la salud arruinada por aquel parto sumamente peligroso, la autopsia reveló que la princesa estaba embarazada de nuevo. El palacio fue posteriormente la residencia del conde de Provenza, futuro Luis XVIII, por lo que fue confiscado por la Revolución francesa que lo declaró «propiedad nacional». Sirvió de prisión en el periodo revolucionario conocido como el Terror, fue la sede del Directorio en 1795, y albergó la Cámara de los Pares a partir de 1814. Desde esa fecha ha mantenido su vocación parlamentaria.
Tanto el palacio como los jardines sufrieron la dejadez de sus propietarios y las vicisitudes del tiempo, y quedaron casi abandonados en varias ocasiones. Durante la Segunda Guerra Mundial, los alemanes lo utilizaron como cuartel y construyeron un búnker en el jardín.

## Descripción
El Palacio de Luxemburgo servía más como residencia secundaria que como palacio oficial urbano. Su planta corresponde a la característica de los palacios franceses, como el de Verneuil en el que intervino Salomon de Brosse. Tiene un patio cuadrado, el Patio de Honor, un salón de entrada coronado por una cúpula, la cúpula Tournon y pabellones repetidos en el cuerpo del edificio.
Las novedades, como el cuerpo de la vivienda que tiene una gran amplitud en relación con las dos alas, y la parte central monumental, distinguen el palacio. El Palacio de Luxemburgo es el resultado de la libre inspiración tomada del Palacio Pitti, Florencia, Italia, solicitado por María de Médici que, aburriéndose en el Louvre, deseaba encontrar el espíritu florentino y la dulzura que le transmitía, especialmente a través del empleo del almohadillado de piedra en la arquitectura del edificio más que la mezcla de ladrillo y piedra, como la que se encuentra, por ejemplo, en el pabellón de caza del Palacio de Versalles.
La parte derecha del palacio estaba reservada para la Reina, y la de la izquierda para Luis XIII. Una serie de cuadros se había encargado a Rubens para cada uno de sus departamentos, pero solo se realizaron las trece telas destinadas a María de Médici, que se pueden ver expuestas en una sala del Louvre.
Para albergar las asambleas del Directorio y a continuación el recién creado Senado, el arquitecto Jean-François-Thérèse Chalgrin remodeló el interior del edificio para adaptarlo a sus funciones legislativas, obras que terminaron en 1807. Entre 1836 y 1842, el arquitecto Alphonse de Gisors, alumno de Chalgrin, desplazó la fachada del edificio que da a los jardines sobre 31 metros, para dar cabida a un nuevo hemiciclo. La sala fue reconstruida en 1859, también por Gisors, tras haber sufrido un incendio.